# Hermann Friedrich Brandis
Hermann Friedrich Brandis, eigentlich Christian Friedrich Hermann Brandis (* 17. Juni 1809 in Göttingen; † 22. März 1893 in Lübeck) war ein deutscher Jurist, Mitglied der Landesregierung von Sachsen-Meiningen und Richter am Oberappellationsgericht der vier Freien Städte.

## Leben
Hermann Brandis war ein Sohn des Göttinger Rechtsanwalts A. Brandis. Nach dessen frühem Tod wuchs er bei dem Bruder seiner Mutter, dem Heidelberger Jura-Professor Christoph Martin auf, zusammen mit dessen Sohn Eduard Arnold Martin. Mit der Berufung Martins an die Universität Jena 1816 zog die Familie dorthin. Von 1823 bis 1826 besuchte er das Friedrichgymnasium (Altenburg).
Von 1826 bis 1829 studierte er Rechtswissenschaften an den Universitäten Jena und Göttingen. 1830 wurde er in Göttingen mit einer Dissertation über die Eventualmaxime zum Dr. jur. promoviert und Privatdozent.
Als Freund von Johann Ernst Arminius von Rauschenplat und Theodor Schuster war er an den Göttinger Unruhen beteiligt, in deren Verlauf er am 9. Januar zu Rauschenplats Stellvertreter in der Studentengarde gewählt wurde. Nach der Niederschlagung der Unruhen ging er nach Marburg und Jena in der Hoffnung, sich dort habilitieren zu können. Als 1832 die Universität Marburg den Antrag stellte, ihr die Habilitation von Brandis zu gestatten, wurde dieser jedoch trotz guter Auskünfte über seine wissenschaftlichen Leistungen von Ludwig Hassenpflug abgelehnt. Seine Habilitation war aufgrund der Göttinger Ereignisse unmöglich geworden.
So trat er 1834 als Auditor am Oberlandesgericht in Hildburghausen in den Dienst des Herzogtums Sachsen-Meiningen. Von 1836 bis 1838 war er Assessor beim Kreis- und Stadtgericht in Hildburghausen, danach Assessor beim Oberlandesgericht mit Sitz und Stimme sowie Mitglied der Gesetzkommission. 1840 zum Oberlandesgerichtsrat ernannt, kam er 1841 als Geheimer Referendar zum Landesministerium, der herzoglichen Regierung in Meiningen. Seit 1845 war er als Geheimer Justizrat dem aus Preußen berufenen Friedrich von Werthern beigeordnet.
1847 wurde er zum Staatsrat und wirklichen Mitglied des Ministeriums ernannt. Er überstand die Stürme des Frühjahrs 1848 trotz einer Demonstration gegen ihn in Hildburghausen, als er sich dort aufhielt, und war an der Neuorganisation der oberen Landesbehörden des Herzogtums durch die Vereinigung der früheren Regierung und des Konsistoriums mit dem Landesministerium beteiligt. Herzog Bernhard II. von Sachsen-Meiningen, der die Bildung einer liberalen „Märzregierung“ lange hinausgezögert hatte, beauftragte am 8. September 1848 den populären Haubold von Speßhardt, obwohl er selbst diesen wenig schätzte, mit der Bildung einer Regierung. Speßhardt schaffte sofort den bisherigen Kurialstil der Behördenorganisation mitsamt den Mittelbehörden ab und ersetzte ihn durch ein Kabinett, bestehend aus dem Staatsminister (er selbst) und drei Staatsräten (Brandis, Ludwig Blomeyer, Richard Ernst Liebmann), denen jeweils eine (dem Staatsminister zwei) der nunmehr geschaffenen fünf Abteilungen zugewiesen waren. Brandis übernahm das Justiz-Ressort.
Nachdem der Meininger Landtag dem von der Regierung angestrebten Anschluss des Herzogtums an das am 26. Mai 1849 zwischen Preußen, Hannover und Sachsen abgeschlossene Dreikönigsbündnis widersprochen hatte und deshalb aufgelöst worden war, fiel dann am 23. Oktober 1849 auch Speßhardts Ministerium, und an seiner Stelle wurde Rudolf Hermann von Wechmar (1800–1861) mit der Regierungsbildung beauftragt.
Brandis gehörte dieser Regierung nicht mehr an, wurde aber 1850 als vom Herzog und Landtag für das Staatenhaus erwählter Abgeordneter Mitglied des kurzlebigen Erfurter Unionsparlaments.
Als im Frühjahr 1850 die Freie Hansestadt Bremen turnusmäßig an der Reihe war, eine der Richterstellen am Oberappellationsgericht der vier Freien Städte in Lübeck zu besetzen, nominierte am 27. April 1850 der elfköpfige Wahlausschuss aus Senat und Bürgerschaft, einem Vorschlag von Rudolph Dulon folgend, den Oldenburger Wilhelm Wibel mit sechs zu fünf Stimmen, wobei die Bürgerschaftsmitglieder des Ausschusses die Mitglieder des Senats überstimmten. Dem unterlegenen Senat gelang es in der Folgezeit, die Senate von Hamburg und Lübeck davon zu überzeugen, der Berufung des Demokraten Wibel mit Hinweise auf seine angeblich zerrütteten privaten und finanziellen Verhältnisse nicht zuzustimmen.
An Wibels Stelle berief der Bremer Senat Brandis. Seine Einführung fand am 13. Juni 1851 statt. Er blieb dort, zuletzt als 1. (dienstältester) Rat unter dem Präsidenten Johann Friedrich Kierulff, bis zur Auflösung des Gerichts durch die Reichsjustizgesetze 1879 und trat zum 1. Oktober 1879 in den Ruhestand. Er blieb in Lübeck wohnen, zuletzt in der Catharinenstraße 13.

## Familie
Brandis war drei Mal verheiratet. Er hatte zunächst 1838 in Hildburghausen Sophie, geb. Hieronymi (* 1816), die Tochter eines Regierungsrats in Hildburghausen, geheiratet, die jedoch schon 1846 starb. 1848 heiratete er Sophia Götz, Tochter des Dekans Chr. Wilh. Götz in Ansbach und Nichte des mit ihm befreundeten Moritz Seebeck, die 1856 in Lübeck starb. Daraufhin heiratete er 1858 ihre Schwester Maria Götz.
Die Tochter aus erster Ehe Mathilde (* 1841 in Hildburghausen; † 1913) heiratete den Kaufmann Georg Blohm (1835–1909) in Hamburg, einen der Söhne von Georg Blohm (Kaufmann). Die beiden Töchter aus zweiter Ehe, beide in Meiningen geboren, waren in Lübeck als Lehrerinnen tätig, Ida als Sprachlehrerin und Anna als Zeichenlehrerin. Der Sohn aus zweiter Ehe, Otto (* 1856 in Lübeck), wurde Richter und Präsident des Hanseatischen Oberlandesgerichts in Hamburg; er war mit einer Tochter von Wilhelm von Planck verheiratet. Kinder aus der dritten Ehe waren Emilie (* 1859) und Ernst (1861–1921), der Chemiker in Griesheim wurde.

## Werke
- De eo quod in litibus sub conditione fieri debet Eventual-Maxime: Commentatio I. Göttingen: Herbst 1830
- Abhandlungen aus dem Civilproceß. Jena: Frommann 1834

Band 1: Ueber den Zeitpunkt, mit welchem die Nachtheile des Ungehorsams eintreten: ein Beitrag zur Lehre vom Ungehorsam überhaupt.
- De solutionis causa adjecto. Hilperhusae 1835